# Blanca Canales
Blanca Canales Torresola (Jayuya, 17 de fevereiro de 1906 - 25 de julho de 1996) foi uma educadora e membro do Partido Nacionalista de Porto Rico, tendo sido uma das organizadoras do "Filhas da Liberdade", um braço feminino do partido, que lutava pela independência da ilha. Como líder do partido em sua cidade natal, ela estocava armas em casa, que foram usadas na revolta de 1950 contra o domínio dos Estados Unidos.

## Biografia
Blanca nasceu em Jayuya, na região montanhosa da ilha, em 1906. Era irmã mais nova do escritor e político porto-riquenho Nemesio Canales. Sua família era bastante ativa politicamente e seu pai era membro do Partido Unión de Puerto Rico, que militou pela independência da ilha. Sua mãe era uma mulher de personalidade forte, que ensinou os filhos a pensar por si mesmos e a lutar pelo que acreditavam.
Ainda criança, Blanca devorava livros e histórias sobre feitos heroicos de outros países e era companhia frequente do pai nas reuniões políticas, onde ela admirava seus discursos e o fervor patriótico.
Em 1924, depois que seu pai morreu, a família se mudou para Ponce, onde ela se formou no ensino médio e em maio de 1930, se formou pela Universidade de Porto Rico, em Serviço Social. Pouco antes de se formar, ela foi à uma conferência do Partido Nacionalista, onde discursou o presidente do partido, Pedro Albizu Campos, que a impressionou com seus ideais de liberdade para a ilha.

## Partido Nacionalista
Blanca retornou à sua cidade para trabalhar em uma escola rural. Em 1931, ela se filiou ao Partido Nacionalista e foi ativa na organização das Filhas da Liberdade, o braço feminino do partido. Ao longo de 1940, ela foi muito ativa na militância, coletando doações e viajando pela ilha. Depois de se juntar o trabalho, uma série de conflitos entre os nacionalistas e membros do governo indicados pelos Estados Unidos aconteceu. Em 1936, Albizu Campos foi preso e em 31 de março de 1937 o Massacre de Ponce aconteceu. Albizu foi libertado em 1947.

## Últimos anos e morte
Blanca foi presa e acusada de matar um policial, ferir outros três e incendiar uma agência dos correios nas revoltas de Jayuya. Depois de um rápido julgamento federal, ela foi sentenciada à prisão perpétua. Na prisão, ela ficou muito amiga da nacionalista Lolita Lebrón, que foi líder do ataque de 1954 à câmara dos Estados Unidos.
Em 1956, ela foi transferida para uma prisão feminina em Vega Alta, em Porto Rico. Em 1967, depois de 17 anos presa, Blanca recebeu perdão integral do governador da ilha, Sanchez Vilella. Continuou uma ativa militante pela independência da ilha até sua morte. 
Blanca morreu em sua casa, na cidade de Jayuya, em 25 de julho de 1996. A casa onde ela cresceu foi transformada em um museu.